# تپه خدر زنده
تپه خدر زنده مربوط به سدهٔ ۴ و ۵ ه.ق است و در شهرستان سنقر، بخش کلیائی، روستای خداداد واقع شده و این اثر در تاریخ ۱۲ تیر ۱۳۸۴ با شمارهٔ ثبت ۱۲۰۴۵ به‌عنوان یکی از آثار ملی ایران به ثبت رسیده است.